# Incorrectas
Incorrectas fue un programa de televisión argentino presentado por Moria Casán, que se emite en América TV y estrenado el 14 de mayo de 2018. El programa se emitía de lunes a viernes, a partir desde las 17:15 hs a 19:45 hs.

## Equipo

### Conductora
- Moria Casán (2018-2020)

### Panelistas
- Micaela Viciconte (2018-2020)
- Nora Cárpena (2018-2020)
- Carolina Papaleo (2018-2020)
- Agustina Kämpfer (2018-2020)
- Julieta Kemble (2018-2020)
- Julieta Prandi (2019-2020)
- Carolina Losada (2019-2020)

## Secciones
- El clásico monólogo

Moria tiene sus monólogos, vinculados con el tema del día.
- El timbrazo

La conductora sale a la calle a enfrentarse con la realidad, visitando cada día a un vecino, para hablar de su historia de vida.
- Conflicto de familia

Se presentará un caso por día, donde expondrán a Moria el conflicto que los aqueja para obtener una posible solución. El elenco de Incorrectas; dará su opinión y veredicto.
- Terapia de pareja

Esta sección se propone ofrecerle un espacio a las parejas donde contarán sus conflictos a la conductora que oficiará de mediadora procurando una solución.
- Cambio de look

Incorrectas ofrece un espacio semanal para que las mujeres renueven su look.
- La entrevista incorrecta

El invitado, se enfrenta a la entrevista incorrecta dando su consentimiento. Moria y sus colaboradoras realizan el reportaje directo y punzante.
- Noticias incorrectas

Aquí, se hará un trasfondo de la actualidad y las noticias del día, desde una mirada distinta e incorrecta.